# Guarda Meu Coração
Guarda Meu Coração é o primeiro álbum de estúdio do cantor Delino Marçal, sendo o terceiro de sua carreira e o segundo pela MK Music, lançado em 2018.
O álbum foi produzido por Eli Soares e, assim como no trabalho anterior, todas as canções são de autoria do próprio cantor. A música que dá nome ao álbum foi escolhida como primeira de trabalho e ganhou versão videoclipe[carece de fontes?].

## Faixas
1. Jesus Está Vivo
2. Guarda Meu Coração
3. Carpinteiro
4. Esse Lugar Vai Tremer
5. Adorador
6. Eu Vejo os Céus Abertos
7. Todo Poderoso
8. Faz um Culto
9. Eu Sou do Tipo
10. Vou Descansar

## Clipes
| Música             | Lançamento             |
| ------------------ | ---------------------- |
| Guarda Meu Coração | 5 de julho de 2018     |
| Carpinteiro        | 1 de fevereiro de 2019 |
| Eu Sou do Tipo     | 27 de novembro de 2019 |